# Saison 8 de Danse avec les stars
 (septembre 2021).
La huitième saison de l'émission française de divertissement Danse avec les stars a été diffusée du 14 octobre 2017 au 13 décembre 2017 sur TF1. Elle a été animée par Sandrine Quétier, en duo avec un présentateur différent chaque semaine : Nikos Aliagas, Christophe Dechavanne, Laurence Boccolini, Jean-Luc Reichmann, Jean-Pierre Foucault, Karine Ferri, Arthur, Carole Rousseau, Denis Brogniart et Christophe Beaugrand.
L'émission a été remportée par le comédien Agustín Galiana, aux côtés de la danseuse Candice Pascal.

## Participants
Lors de cette saison 8 de Danse avec les stars, 10 couples formés d'une star et d'un danseur professionnel se sont affrontés. Il y avait 10 célébrités : 5 hommes et 5 femmes, soit une célébrité de moins que lors de la saison précédente.
| Personnalité     | Occupation                                                              | Partenaire         | Statut                        |
| ---------------- | ----------------------------------------------------------------------- | ------------------ | ----------------------------- |
| Agustín Galiana  | comédien                                                                | Candice Pascal     | Vainqueur le 13 décembre 2017 |
| Lenni-Kim        | chanteur, acteur                                                        | Marie Denigot      | Deuxième le 13 décembre 2017  |
| Tatiana Silva    | mannequin, Miss Belgique 2005, présentatrice météo                      | Christophe Licata  | Troisième le 13 décembre 2017 |
| Élodie Gossuin   | Miss France 2001, Miss Europe 2001, mannequin, animatrice de télévision | Christian Millette | éliminée le 9 décembre 2017   |
| Joy Esther       | comédienne                                                              | Anthony Colette    | éliminée le 2 décembre 2017   |
| Camille Lacourt  | nageur, quintuple champion du monde et d'Europe de natation             | Hajiba Fahmy       | éliminé le 25 novembre 2017   |
| Sinclair         | auteur-compositeur-interprète                                           | Denitsa Ikonomova  | éliminé le 18 novembre 2017   |
| Arielle Dombasle | actrice, chanteuse, réalisatrice                                        | Maxime Dereymez    | éliminée le 2 novembre 2017   |
| Hapsatou Sy      | animatrice de télévision                                                | Jordan Mouillerac  | éliminée le 28 octobre 2017   |
| Vincent Cerutti  | animateur de radio et de télévision                                     | Katrina Patchett   | éliminé le 21 octobre 2017    |

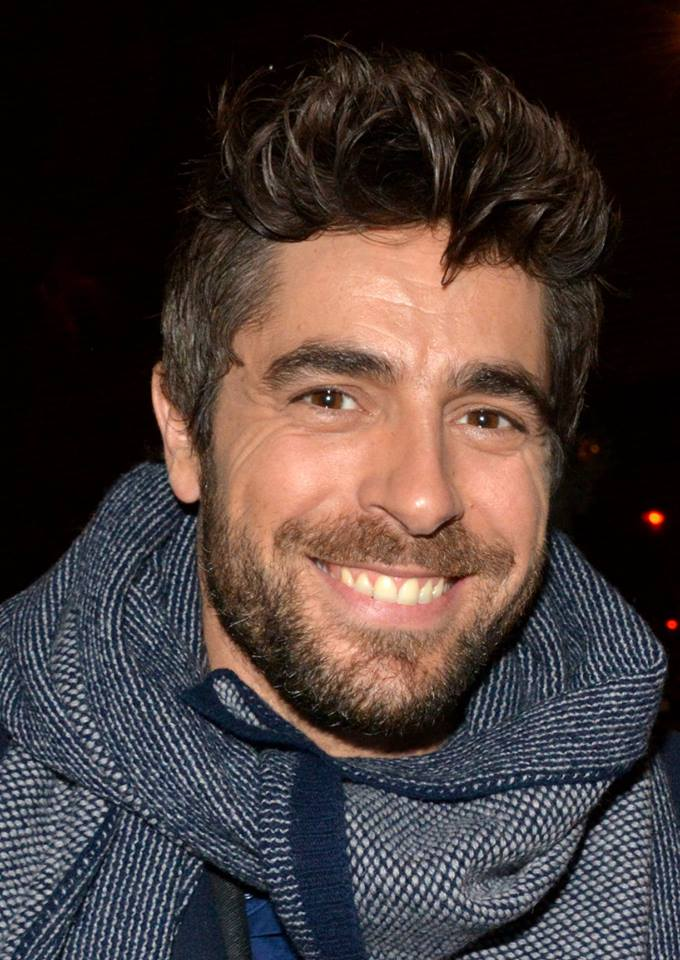
Agustín Galiana
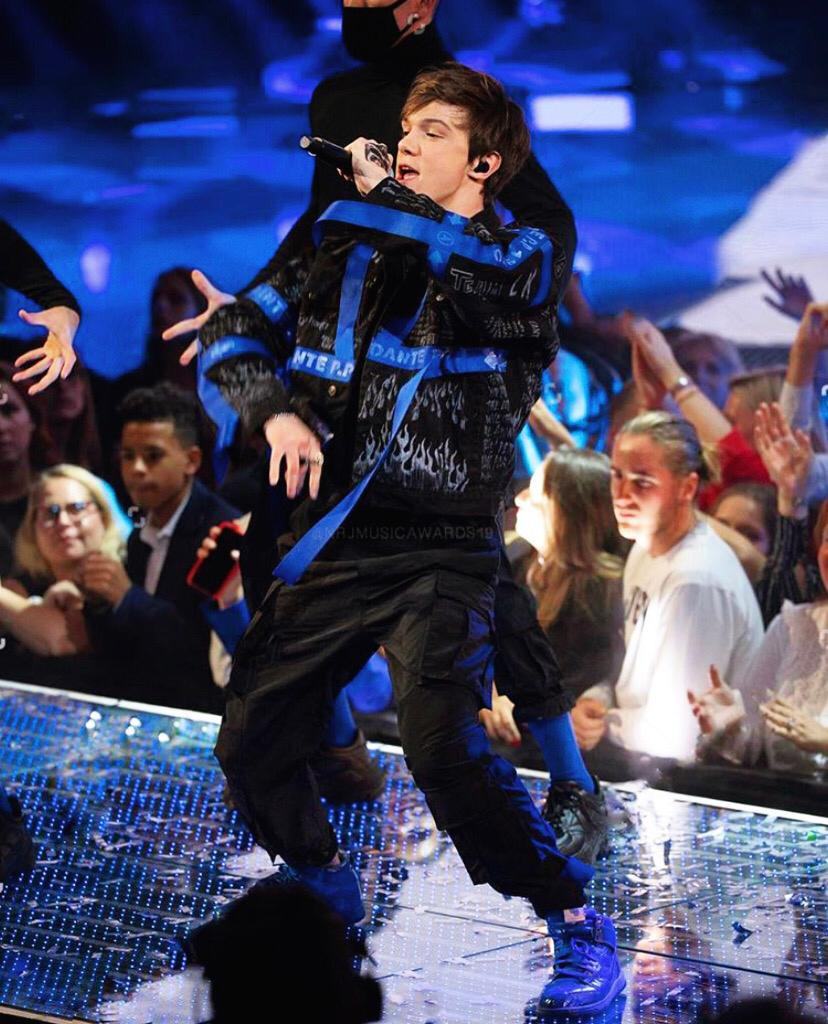
Lenni-Kim
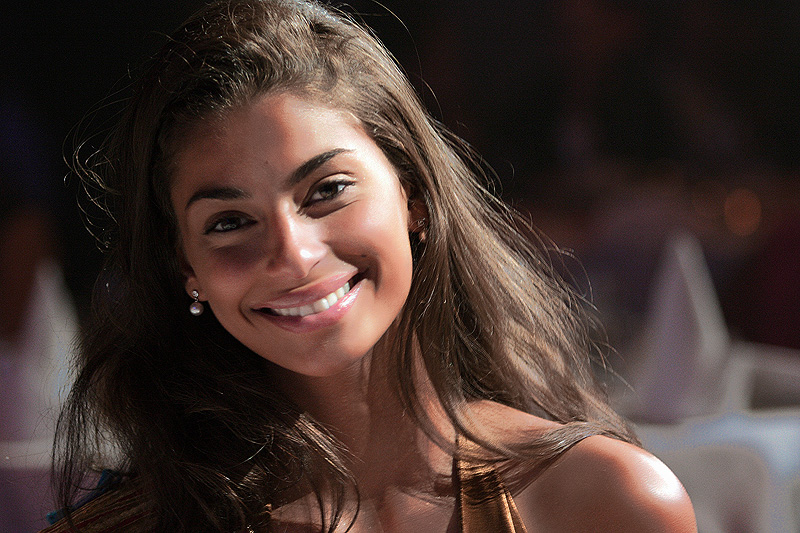
Tatiana Silva
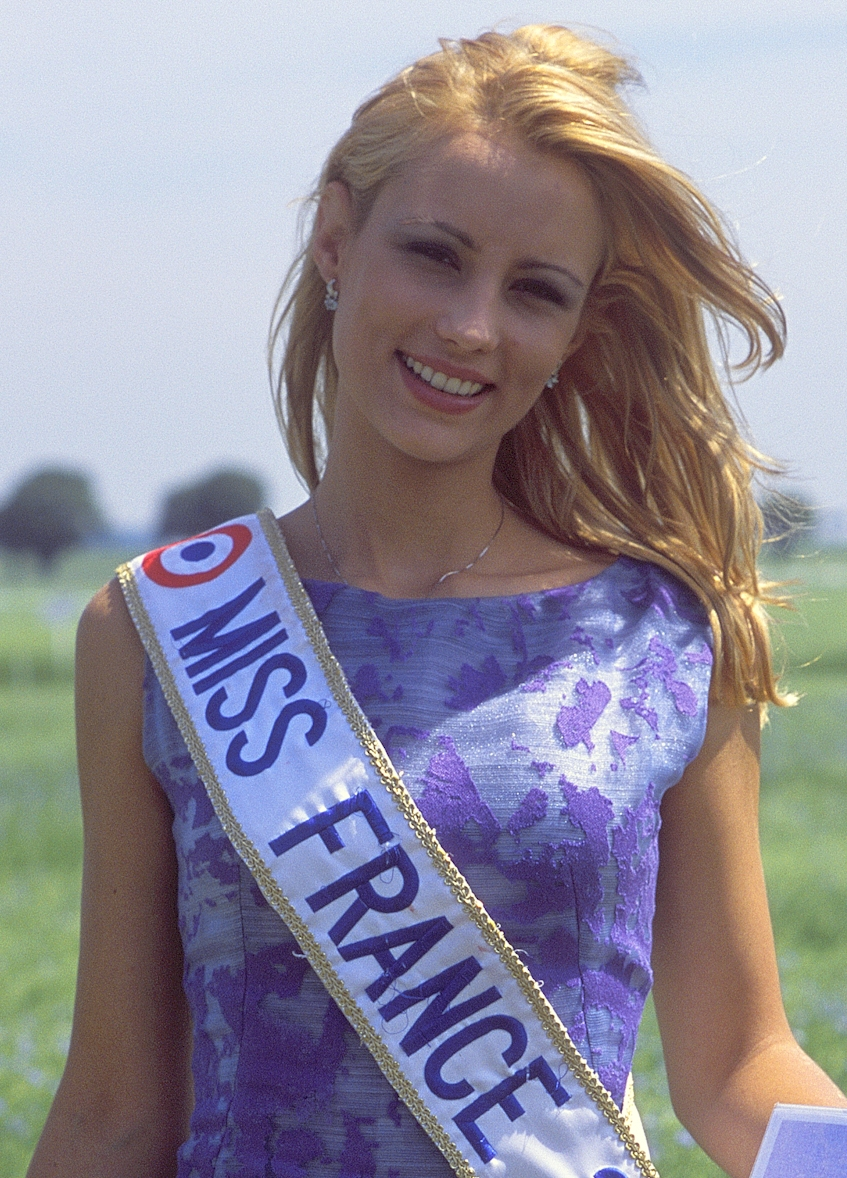
Élodie Gossuin
Joy Esther
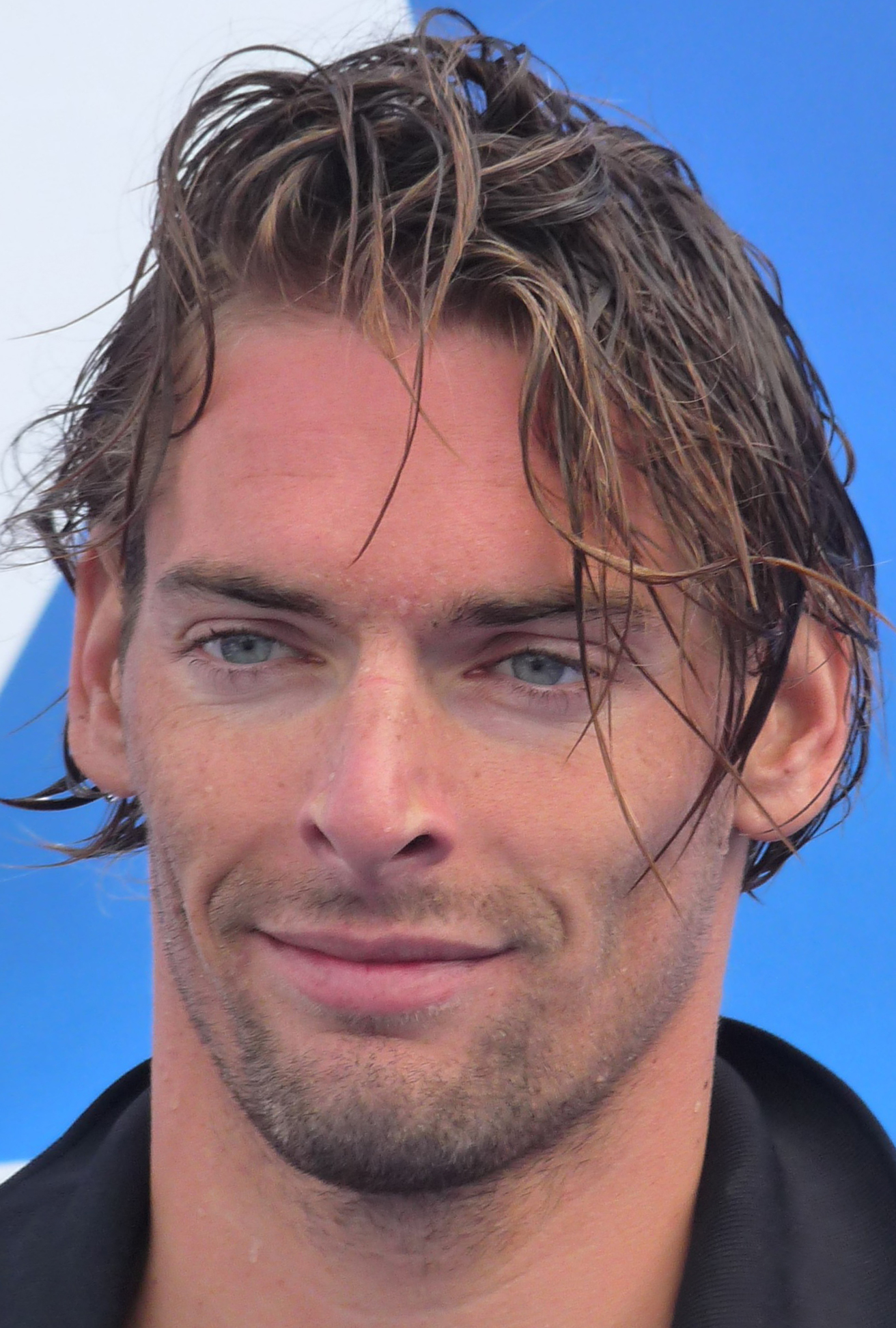
Camille Lacourt
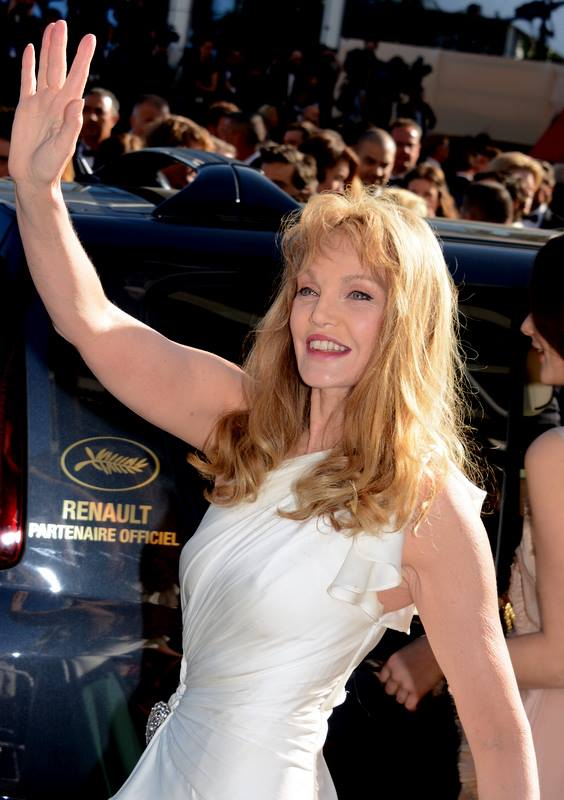
Arielle Dombasle
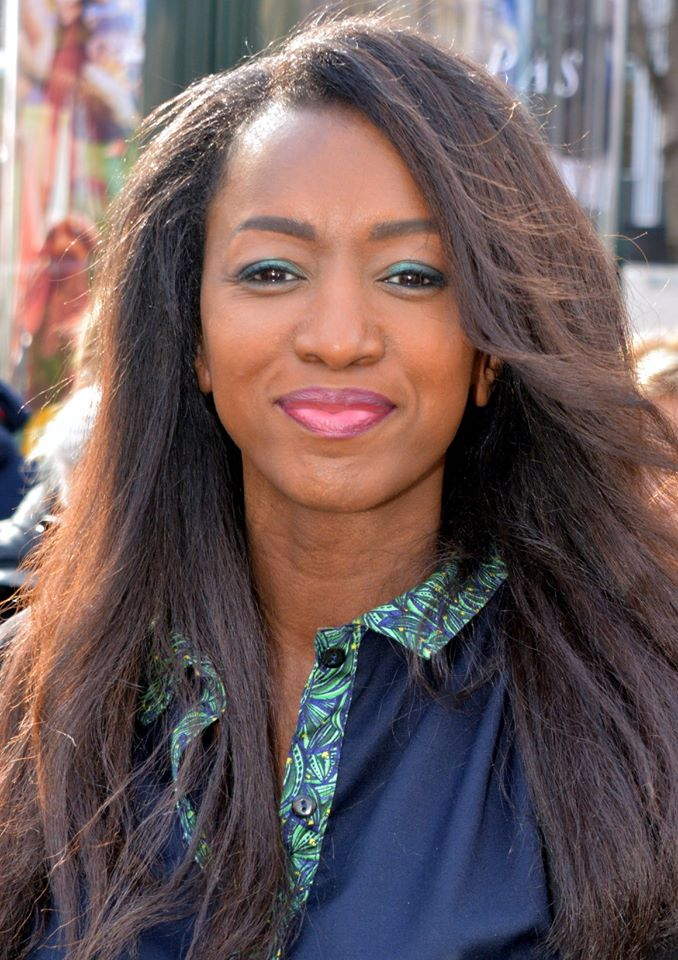
Hapsatou Sy

## Autour de l'émission

### Présentation
En avril 2017, Laurent Ournac déclare qu'il quitte l'émission. Le 5 septembre, TF1 annonce que plusieurs animateurs de TF1 co-animeraient à tour de rôle. Parmi eux, Nikos Aliagas, Laurence Boccolini et Jean-Pierre Foucault.

### Jury

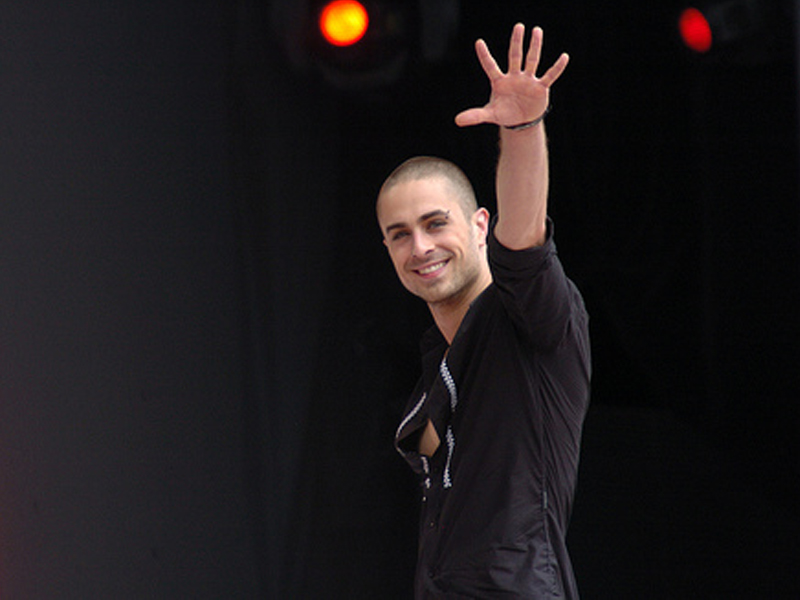
Nicolas Archambault.

En juin 2017, Marie-Claude Pietragalla annonce qu'elle ne participera pas à Danse avec les stars en tant que jurée. Pour la remplacer, TF1 annonce l'arrivée du danseur et chorégraphe québécois Nicolas Archambault, déjà juge des émissions canadiennes Ils dansent, You Can Dance et Les Dieux de la danse.

### Candidats
Le 11 septembre 2017, le casting complet est dévoilé dans l'émission Quotidien sur TMC.

### Danseurs professionnels
Le 28 juillet 2017, un article annonce le départ du danseur Grégoire Lyonnet de Danse avec les stars ; Yann-Alrick Mortreuil et Marie Denigot ne participeraient pas non plus à l'émission, ce que cette dernière dément. Yann-Alrick Mortreuil aurait confirmé son départ de l'émission dans une interview pour le magazine Closer.
Le 2 août 2017, c'est au tour d'Emmanuelle Berne d'annoncer qu'elle ne participera pas à cette nouvelle saison : la raison invoquée est qu'elle participera à la version latino-américaine de l'émission aux États-Unis, intitulée Mira Quien Baila.
Le 10 août 2017, c'est Silvia Notargiacomo qui annonce sur ses réseaux sociaux qu'elle ne participera pas à la saison 8 de l'émission, décision qui ne serait pas la sienne.
Le 16 août 2017, Grégoire Lyonnet confirme les rumeurs autour de son départ de l'émission. Il annonce sur ses réseaux sociaux qu'il va s'occuper de son nouveau studio de danse à Ajaccio.